# 2005-ös U19-es női labdarúgó-Európa-bajnokság
A 2005-ös U19-es női labdarúgó-Európa-bajnokság a 8. kiírása volt a tornának, melyet 2005. július 20. és július 31. között rendeztek meg a Magyarországon. A győztes Oroszország lett, miután a döntőben tizenegyesekkel legyőzte Franciaországot.

## Résztvevők
Nyolc válogatott vett részt a tornán, hét a selejtezőkből jutott be, míg a házigazda Magyarország a rendező jogán automatikusan résztvevő volt. A válogatottakat két négycsapatos csoportba osztották szét. Mindegyik csapat egyszer játszott egymással a csoportban, az első két helyezett jutott be az elődöntőbe. Az elődöntőben a csoportgyőztesek a másik csoport második helyezettjével mérkőztek meg, az elődöntő győztesei a döntőbe jutottak.
Az ötödik helyért is rendeztek mérkőzést, mivel a 2006-os U20-as női labdarúgó-világbajnokság rendezője, Oroszország bejutott a legjobb négy közé. Az U19-es női labdarúgó-Európa-bajnokság összes elődöntőse kvalifikálta magát az U20-as női labdarúgó-világbajnokságra.
| - Anglia - Finnország - Franciaország - Magyarország (házigazda) | - Németország - Oroszország - Skócia - Svájc |

## Helyszínek
| Város                    | Helyszín          | Befogadóképesség |
| ------------------------ | ----------------- | ---------------- |
| Zalaegerszeg             | ZTE Aréna         | 14 000           |
| Pápa                     | Perutz Stadion    | 5500             |
| Bük                      | Széchényi utca    | 1740             |
| Zalaegerszeg, Andráshida | Novák Mihály utca | 1000             |

## Játékvezetők
| Európa - Lena Arwedahl - Martina Blahova - Mihaela Gurdon Basimamovic - Maaren Olander - Anelia Sinabova - Silvia Tea Spinelli |

## Eredmények
Minden időpont helyi idő szerinti. (CEST)

### Csoportkör

#### A csoport
| Csapat       | M | Gy | D | V | Rg | Kg | Gk | P |
| ------------ | - | -- | - | - | -- | -- | -- | - |
| Németország  | 3 | 3  | 0 | 0 | 10 | 3  | +7 | 9 |
| Finnország   | 3 | 2  | 0 | 1 | 7  | 5  | +2 | 6 |
| Svájc        | 3 | 1  | 0 | 2 | 8  | 10 | –2 | 3 |
| Magyarország | 3 | 0  | 0 | 3 | 1  | 8  | –7 | 0 |

| 2005. július 20. 17:00 (CEST) | Finnország                       | 4 – 2                 | Svájc                             | Perutz Stadion, Pápa Játékvezető: Olander (észt) |
| 2005. július 20. 17:00 (CEST) | Sainio 33' Sällström 63' 68' 89' | (1 – 0) (Jegyzőkönyv) | Abbé 76' Moser 90+2' Thalmann 87′ | Perutz Stadion, Pápa Játékvezető: Olander (észt) |

| 2005. július 20. 19:30 (CEST) | Magyarország | 0 – 2                 | Németország                       | Széchényi utca, Bük Játékvezető: Tea Spinelli (olasz) |
| 2005. július 20. 19:30 (CEST) |              | (0 – 0) (Jegyzőkönyv) | Okoyino Da Mbabi 50' Hanebeck 58' | Széchényi utca, Bük Játékvezető: Tea Spinelli (olasz) |

| 2005. július 22. 17:00 (CEST) | Magyarország | 0 – 2                 | Finnország               | Perutz Stadion, Pápa Játékvezető: Sinabova (bolgár) |
| 2005. július 22. 17:00 (CEST) |              | (0 – 1) (Jegyzőkönyv) | Laihanen 21' Puranen 70' | Perutz Stadion, Pápa Játékvezető: Sinabova (bolgár) |

| 2005. július 22. 20:00 (CEST) | Németország                                                  | 5 – 2                 | Svájc                  | Széchényi utca, Bük Játékvezető: Arwedahl (svéd) |
| 2005. július 22. 20:00 (CEST) | Okoyino Da Mbabi 10' Blässe 35' 76' Laudehr 61' Niemeier 85' | (2 – 1) (Jegyzőkönyv) | Bürki 37' Bernauer 50' | Széchényi utca, Bük Játékvezető: Arwedahl (svéd) |

| 2005. július 25. 19:30 (CEST) | Németország                                         | 3 – 1                 | Finnország    | Széchényi utca, Bük Játékvezető: Blahova (cseh) |
| 2005. július 25. 19:30 (CEST) | Banecki 20' Okoyino Da Mbabi 22' I. Kerschowski 43' | (3 – 0) (Jegyzőkönyv) | Sällström 57' | Széchényi utca, Bük Játékvezető: Blahova (cseh) |

| 2005. július 25. 19:30 (CEST) | Svájc                                 | 4 – 1                 | Magyarország          | ZTE Aréna, Zalaegerszeg Játékvezető: Gurdon Basimamovic (horvát) |
| 2005. július 25. 19:30 (CEST) | Bürki 1' 16' 75' (11-esből) Moser 54' | (2 – 0) (Jegyzőkönyv) | Jakab 48' Stoiber 74′ | ZTE Aréna, Zalaegerszeg Játékvezető: Gurdon Basimamovic (horvát) |

#### B csoport
| Csapat        | M | Gy | D | V | Rg | Kg | Gk | P |
| ------------- | - | -- | - | - | -- | -- | -- | - |
| Franciaország | 3 | 2  | 1 | 0 | 8  | 2  | +6 | 7 |
| Oroszország   | 3 | 2  | 0 | 1 | 7  | 5  | +2 | 6 |
| Anglia        | 3 | 1  | 1 | 1 | 5  | 4  | +1 | 4 |
| Skócia        | 3 | 0  | 0 | 3 | 2  | 11 | –9 | 0 |

| 2005. július 20. 17:00 (CEST) | Franciaország                                     | 4 – 0                 | Oroszország | Novák Mihály utca Andráshida Játékvezető: Arwedahl (svéd) |
| 2005. július 20. 17:00 (CEST) | Peruzzetto 24' Nécib 33' Thomis 42' Castera 90+5' | (3 – 0) (Jegyzőkönyv) |             | Novák Mihály utca Andráshida Játékvezető: Arwedahl (svéd) |

| 2005. július 20. 19:30 (CEST) | Skócia     | 1 – 3                 | Anglia                        | ZTE Aréna, Zalaegerszeg Játékvezető: Blahova (cseh) |
| 2005. július 20. 19:30 (CEST) | Hughes 90' | (0 – 1) (Jegyzőkönyv) | Aluko 28' 69' Sanderson 90+3' | ZTE Aréna, Zalaegerszeg Játékvezető: Blahova (cseh) |

| 2005. július 22. 17:00 (CEST) | Franciaország                                  | 3 – 1                 | Skócia      | Novák Mihály utca Andráshida Játékvezető: Olander (észt) |
| 2005. július 22. 17:00 (CEST) | Thomson 40' (öngól) Castera 50' Courteille 78' | (1 – 1) (Jegyzőkönyv) | Liddell 14' | Novák Mihály utca Andráshida Játékvezető: Olander (észt) |

| 2005. július 22. 20:00 (CEST) | Oroszország                  | 2 – 1                 | Anglia    | ZTE Aréna, Zalaegerszeg Játékvezető: Gurdon Basimamovic (horvát) |
| 2005. július 22. 20:00 (CEST) | Danyilova 17' 87' (11-esből) | (1 – 0) (Jegyzőkönyv) | Aluko 65' | ZTE Aréna, Zalaegerszeg Játékvezető: Gurdon Basimamovic (horvát) |

| 2005. július 25. 17:00 (CEST) | Anglia   | 1 – 1                 | Franciaország | Perutz Stadion, Pápa Játékvezető: Sinabova (bolgár) |
| 2005. július 25. 17:00 (CEST) | Aluko 6' | (1 – 0) (Jegyzőkönyv) | Thomis 67'    | Perutz Stadion, Pápa Játékvezető: Sinabova (bolgár) |

| 2005. július 25. 17:00 (CEST) | Oroszország                                     | 5 – 0                 | Skócia | Novák Mihály utca Andráshida Játékvezető: Tea Spinelli (olasz) |
| 2005. július 25. 17:00 (CEST) | Tyerehova 1' Morozova 12' Danyilova 57' 81' 86' | (2 – 0) (Jegyzőkönyv) |        | Novák Mihály utca Andráshida Játékvezető: Tea Spinelli (olasz) |

### Egyenes kieséses szakasz
|  |                           |               |               |                           |       |             |             |       |
|  | Elődöntők                 | Elődöntők     | Elődöntők     |                           |       | Döntő       | Döntő       | Döntő |
|  | Elődöntők                 | Elődöntők     | Elődöntők     |                           |       | Döntő       | Döntő       | Döntő |
|  | július 28. – Zalaegerszeg |               |               |                           |       |             |             |       |
|  |                           |               |               |                           |       |             |             |       |
|  | Németország               | Németország   | 1             |                           |       |             |             |       |
|  | Németország               | Németország   | 1             | július 31. – Zalaegerszeg |       |             |             |       |
|  | Oroszország               | Oroszország   | 3             |                           |       |             |             |       |
|  | Oroszország               | Oroszország   | 3             |                           |       | Oroszország | Oroszország | 2 (6) |
|  | július 28. – Zalaegerszeg |               |               |                           |       | Oroszország | Oroszország | 2 (6) |
|  |                           |               | Franciaország | Franciaország             | 2 (5) |             |             |       |
|  | Franciaország             | Franciaország | Franciaország | Franciaország             | 2 (5) | 1           |             |       |
|  | Franciaország             | Franciaország |               |                           |       |             |             |       |
|  | Finnország                | Finnország    | 0             |                           |       |             |             |       |
|  | Finnország                | Finnország    | 0             |                           |       |             |             |       |
|  |                           |               |               |                           |       |             |             |       |

#### 5. helyért
| 2005. július 27. 18:00 (CEST) | Svájc                     | 2 – 1                 | Anglia     | Széchényi utca, Bük Játékvezető: Arwedahl (svéd) |
| 2005. július 27. 18:00 (CEST) | Eggenberger 29' Bürki 50' | (1 – 1) (Jegyzőkönyv) | Carney 40' | Széchényi utca, Bük Játékvezető: Arwedahl (svéd) |

#### Elődöntők
| 2005. július 28. 18:00 (CEST) | Németország          | 1 – 3                 | Oroszország             | ZTE Aréna, Zalaegerszeg Játékvezető: Silvia Spinelli (olasz) |
| 2005. július 28. 18:00 (CEST) | Okoyino Da Mbabi 44' | (1 – 1) (Jegyzőkönyv) | Danyilova 43' 65' 90+1' | ZTE Aréna, Zalaegerszeg Játékvezető: Silvia Spinelli (olasz) |

| 2005. július 28. 21:00 (CEST) | Franciaország | 1 – 0                 | Finnország | ZTE Aréna, Zalaegerszeg Játékvezető: Gurdon Basimamovic (horvát) |
| 2005. július 28. 21:00 (CEST) | Delie 75'     | (0 – 0) (Jegyzőkönyv) |            | ZTE Aréna, Zalaegerszeg Játékvezető: Gurdon Basimamovic (horvát) |

#### Döntő
| 2005. július 31. 18:00 (CEST) | Oroszország                 | 2 – 2 (h.u.)                 | Franciaország             | ZTE Aréna, Zalaegerszeg Játékvezető: Arwedahl (svéd) |
| 2005. július 31. 18:00 (CEST) | Tyerehova 47' Danyilova 77' | (1 – 0, 2 – 2) (Jegyzőkönyv) | Thomis 67' Courteille 86' | ZTE Aréna, Zalaegerszeg Játékvezető: Arwedahl (svéd) |

|                                                                |       | 11-esekkel                                           |  |
| Morozova Tyitova Аfanaszova Petrova Danyilova Todua Cibutovics | 6 – 5 | Peruzzetto Nécib Dahou Mula Bouhaddi Ducher Boulleau |  |

| 2005-ös U19-es női labdarúgó-Európa-bajnokság bajnoka: |
| ------------------------------------------------------ |
| OROSZORSZÁG 1. cím                                     |

## Gólszerzők
| 9 gólos - Jelena Danyilova 5 gólos - Vanessa Bürki 4 gólos - Eniola Aluko - Linda Sällström - Célia Okoyino Da Mbabi 3 gólos - Élodie Thomis 2 gólos - Marie Pierre Castera - Morgane Courteille - Anna Blässe - Jelena Tyerehova - Martina Moser 1 gólos - Karen Carney - Lianne Sanderson | 1 gólos (folyt.) - Taru Laihanen - Leena Puranen - Essi Sainio - Marie-Laure Delie - Louisa Nécib - Julie Peruzzetto - Jakab Réka - Nicole Banecki - Patricia Hanebeck - Isabel Kerschowski - Simone Laudehr - Annika Niemeier - Jelena Morozova - Caroline Abbé - Fay Hughes - Pamela Liddell - Vanessa Bernauer - Katrin Eggenberger Öngól - Hollie Thomson (Franciaország ellen) |

## Külső hivatkozások
- A 2005-ös U19-es női labdarúgó-Európa-bajnokság hivatalos honlapja (angolul)
- Eredmények az rsssf.com-on (angolul)